# Volvo S60
Volvo S60 lanserades 2000 och ingår i Volvo Personvagnars sedanserie. Bilarna tillverkas i Gent, Belgien. Sista bilen rullade av bandet klockan 04:15, tisdagen den 31 mars 2009.
 Volvo visade upp nästa generation S60 i konceptform på bilmässan i Detroit i januari 2009. Produktionen av nya S60 startade under mitten på 2010. 

## Första generationen (2000-2010)
Den ursprungliga modellen av S60 bygger på samma plattform som S80, V70 och XC90. Den är framtill identisk med V70, som är kombimodellen. Jämfört med S80 är S60 mindre, men följer samma formgivningsspråk.

### Tidslinje
- 2000 Bilserien S60 lanseras. Sågs som konkurrent till BMW:s 3-serie. Sedan SAAB 9-3.
- 2001 2.4T 200 hk erbjuds med AWD (All Wheel Drive, alltså 4-hjulsdrift).
- 2002 En R-modell med 5-cylindrig bensinturbo på 300 hk och 400 Nm lanseras. R AWD har utöver Volvos starkaste motor en hel del unika detaljer interiört och exteriört.
- 2003 2.4T AWD ersätts med nya 2.5T AWD, en motor som känns igen från nya Volvo XC90. Nytt Volvo-emblem på ratten. Även en ny ratt lanseras som standard.
- 2004 2.4T ersätts av 2.5T även i tvåhjulsdrivet utförande. R modellen träder fram med stora förändringar både i interiör, exteriör och maskinellt. Ny design på backspeglarna, samt interiöra förändringar, bl.a. tunna kromringar runt mätartavlorna, svart färg på intrumentbrädan samt andra paneler i bilen istället för grå som 01-03 modellerna. Ytterligare en utrustningsnivå som fick namnet Sport Edition och fanns endast som tillval 2004. Det innebar ett kjolpaket, 18" Nebula fälgar och sportchassi.
- 2005 Modellen får en omfattande uppdatering. Nya typer av lyktor fram och bak, färganpassade sidolister, nya panelinlägg, bättre materialval för interiören, nya klädslar (bl.a. softläder) samt nya lacker. T5-motorn har vidareutvecklats bland annat genom ökad cylindervolym och fått högre effekt 260 hk och vridmoment 350 Nm från lägre varvtal jämfört med 250 hk och 330 Nm hos föregångaren. T5-modellen får även den nya 6-växlade manuella växellådan som tidigare endast erbjöds till R-modellen och utrustas med större bromsskivor fram (från 305 mm till 316 mm) för att möta prestandaökningen. S60-serien kan nu beställas med aktivt Four-C chassi (var tidigare endast tillgängligt med R-modellen), parkeringshjälp fram och Blind Spot Information System (BLIS) som varnar då fordon finns i din döda vinkel.
- 2006 Modellen får ytterligare en uppdatering. Sidoblinkers förflyttas från sidolisterna till backspeglarna (ärvt från nya S80). Ny grill med större Volvo-emblem. Ny frontspoiler med splitter som är inspirerad från helt nya S80 finns som tillval. Chassiet förstyvas och bilen utrustas med grövre krängningshämmare för en sportigare körupplevelse. Interiört finns några småförändringar med aluminiuminslag i ratten, nya mätartavlor samt nya klädselalternativ.
  - Modeller 2006 - 2.4 (140 hk), 2.4 (170 hk), 2.5T, 2.5T AWD, T5, R AWD, D (Diesel), 2.4D (Diesel), D5 (Diesel) samt Bi-Fuel CNG (Metan/Bensin).
- 2007 Motoralternativet Bi-Fuel CNG (Metan/Bensin) utgick ur sortimentet.
- 2008 Mindre förändringar i interiören
- 2009 De sista S60-bilarna tillverkades i mars 2009 och därmed började också väntan på ersättaren som kom först 2010.

### Tillverkningsvolym genom åren
| 2000   | 2001    | 2002    | 2003   | 2004   | 2005   | 2006   | 2007   | 2008   | 2009  |
| ------ | ------- | ------- | ------ | ------ | ------ | ------ | ------ | ------ | ----- |
| 26 051 | 108 906 | 104 484 | 84 908 | 67 929 | 61 838 | 53 188 | 39 348 | 25 436 | 6 205 |

### Modeller och motorprogram
Bensin
| Modellnamn                        | Effekt (hk) | Vridmoment (Nm@rpm) | Volym (cm³) | Motormodell | Kommentar                                       |
| --------------------------------- | ----------- | ------------------- | ----------- | ----------- | ----------------------------------------------- |
| 2.0T (Export) (2000-2007)         | 180         | 240@2200-5000?      | 1984        | B5204 T5    | Rak femcylindrig bensinmotor med lättrycksturbo |
| 2.4 (2000-2009)                   | 140         | 220@3300            | 2435        | B5244 S2    | Rak femcylindrig bensinmotor                    |
| 2.4 (2000-2003)                   | 170         | 230@4500            | 2435        | B5244 S     | Rak femcylindrig bensinmotor                    |
| 2.4 (2003-2009)                   | 170         | 225@4500            | 2435        | B5244 S     | Rak femcylindrig bensinmotor                    |
| 2.4T 2.4T AWD (2000-2003)         | 200         | 285@1800-5000       | 2435        | B5244 T3    | Rak femcylindrig bensinmotor med lättrycksturbo |
| 2.5T 2.5T AWD (2003-2009)         | 210         | 320@1500-4500       | 2521        | B5254 T2    | Rak femcylindrig bensinmotor med lättrycksturbo |
| T5 (2000-2004)                    | 250         | 330@2400-5200       | 2319        | B5234 T3    | Rak femcylindrig bensinmotor med högtrycksturbo |
| T5 (2004-2009)                    | 260         | 350@2100-5000       | 2401        | B5244 T5    | Rak femcylindrig bensinmotor med högtrycksturbo |
| R AWD (5-vxl automat) (2004-2006) | 300         | 350@1800-6000       | 2521        | B5254 T5    | Rak Femcylindrig bensinmotor med högtrycksturbo |
| R AWD (6-vxl automat) (2006-2008) | 300         | 400@1950-5250       | 2521        | B5254 T4    | Rak Femcylindrig bensinmotor med högtrycksturbo |
| R AWD (Manuell) (2004-2008)       | 300         | 400@1950-5250       | 2521        | B5254 T4    | Rak Femcylindrig bensinmotor med högtrycksturbo |

Diesel
| Modellnamn       | Effekt (hk) | Vridmoment (Nm@rpm) | Volym (cm³) | Motormodell | Kommentar                              |
| ---------------- | ----------- | ------------------- | ----------- | ----------- | -------------------------------------- |
| 2.4D (2001-2005) | 130         | 280@1750-3000       | 2401        | D5244 T2    | Rak femcylindrig dieselmotor med turbo |
| D5 (2001-2005)   | 163         | 340@1750-3000       | 2401        | D5244 T     | Rak femcylindrig dieselmotor med turbo |
| D (2005-2009)    | 126         | 300@1750-2250       | 2400        | D5244 T3    | Rak femcylindrig dieselmotor med turbo |
| 2.4D (2005-2009) | 163         | 340@1750-2750       | 2400        | D5244 T5    | Rak femcylindrig dieselmotor med turbo |
| D5 (2005-2009)   | 185         | 400@2000-2750       | 2400        | D5244 T4    | Rak femcylindrig dieselmotor med turbo |

Övrigt
| Modellnamn              | Effekt (hk) | Vridmoment (Nm@rpm) | Volym (cm³) | Motormodell | Kommentar                              |
| ----------------------- | ----------- | ------------------- | ----------- | ----------- | -------------------------------------- |
| Bi-Fuel CNG (2001-2006) | 140         | 192@4500            | 2435        | B5244 SG    | Rak femcylindrig metan-/bensinmotor    |
| Bi-Fuel LPG (2001-2002) | 140         | 214@4500            | 2435        | B5244 SG2   | Rak femcylindrig motorgas-/bensinmotor |

## Andra generationen (2010-2018)
Volvo visade upp nästa generation S60 i konceptform på bilmässan i Detroit i januari 2009. Produktionen av nya S60 startade under mitten på 2010. Konceptmodellen blev i maj 2009 utsedd till världens vackraste bil av tyska Auto Bild, Designern lade dock till en siluett till andra generationens S60 som liknar en hatchback eller en liftback.
Liksom föregångaren så tillverkas nya S60 i belgiska Gent medan kombiversionen av V60 kommer tillverkas i Torslanda-fabriken i Göteborg. Under våren 2012 flyttas delar av produktionen av S60, som blir en flexmodell, från Gent till Torslanda för att frigöra produktionskapacitet i Gent för byggnation av nya V40. Flexmodell innebär att bilen kommer att kunna tillverkas på båda fabrikerna och på så sätt kan produktionen anpassas till den aktuella orderbeläggningen i fabrikerna. 
S60 gjorde officiell debut på Genève-salongen 2 mars 2010, men redan 9 februari släppte Volvo en del fakta och bilder på både interiör och exteriör. Bilen är framtagen under den dåvarande Designchefen Steve Mattin; ansvarig för exteriör var Fedde Talsma medan inredningen var Pontus Fontaeus ansvar. Under 2013, till modellår 2014, uppdaterades modellen med bland annat ny front och instrumentering. Vissa av motoralternativen kommer från Ford, ett resultat av att Ford ägde Volvo från 1999-2010. Dessa motorer har sedermera bytts ut och från modellår 2016 är samtliga motorer av Volvos eget fabrikat.
Volvo S60 finns som en förlängd variant för den kinesiska marknaden och heter Volvo S60L, tillverkningen sker i Volvos fabrik i Chengdu i Kina.  
Nya generationen S60 levereras från och med september 2010.

### Modeller och motorprogram
Bensin
| Modellnamn               | Effekt (hk@rpm) | Vridmoment (Nm@rpm) | Volym (cm³) | Motormodell | Kommentar                                                                  |
| ------------------------ | --------------- | ------------------- | ----------- | ----------- | -------------------------------------------------------------------------- |
| T3 (2011- )              | 150@5700        | 240@1600-4000       | 1595        | B4164T3     | Rak fyrcylindrig bensinmotor med turbo och direktinsprutning               |
| T4 (2011- )              | 180@5700        | 240@1600-5000       | 1595        | B4164T      | Rak fyrcylindrig bensinmotor med turbo och direktinsprutning               |
| 2.0T (2010)              | 203@6000        | 300@1750-4000       | 1999        | B4204T6     | Rak fyrcylindrig bensinmotor med turbo och direktinsprutning               |
| T5 (2011-2014)           | 240@5500        | 320@1800-5000       | 1999        | B4204T7     | Rak fyrcylindrig bensinmotor med turbo och direktinsprutning               |
| T5 (2014- )              | 245@5500        | 350@1500-4800       | 1969        | B4204T11    | Rak fyrcylindrig bensinmotor med turbo                                     |
| T6 AWD (2010- 2014)      | 304@5600        | 440@2100-4200       | 2953        | B6304T4     | Rak sexcylindrig bensinmotor med turbo                                     |
| T6 AWD (2015- )          | 306@5700        | 400@2100-4500       | 1969        | B4204T9     | Rak fyrcylindrig bensinmotor med turbo och kompressor                      |
| Polestar AWD (2014-2015) | 350@5250        | 500@2800-4750       | 2953        | B6304T5     | Rak sexcylindrig bensinmotor med turbo. Specialutgåva i begränsad upplaga. |

Diesel
| Modellnamn         | Effekt (hk@rpm) | Vridmoment (Nm@rpm)               | Volym (cm³) | Motormodell       | Kommentar                                     |
| ------------------ | --------------- | --------------------------------- | ----------- | ----------------- | --------------------------------------------- |
| D2 DRIVe (2011- )  | 115@3600        | 270@1750                          | 1560        | D4162T            | Rak fyrcylindrig dieselmotor med turbo        |
| D3 (2010-2012)     | 163@2900        | 400@1400-2850                     | 1984        | D5204T2           | Rak femcylindrig dieselmotor med turbo        |
| D3 (2012-2015)     | 136@3500        | 350@1500-2300                     | 1984        | D5204T7           | Rak femcylindrig dieselmotor med turbo        |
| D4 (2012-2014)     | 163@3500        | 400@1500-2750                     | 1984        | D5204T2           | Rak femcylindrig dieselmotor med turbo        |
| D4 (2014- )        | 181@3500        | 400@1750-2500                     | 1969        | D4204T5           | Rak fyrcylindrig dieselmotor med turbo        |
| D5 (2010-2011)     | 205@4000        | 420@1500-3250                     | 2400        | D5244T10          | Rak femcylindrig dieselmotor med dubbla turbo |
| D5 (2011-2015)     | 215@4000        | 420@1500-3250 440@1500-3000 (aut) | 2400        | D5244T11 D5244T15 | Rak femcylindrig dieselmotor med dubbla turbo |
| D5 AWD (2010-2011) | 205@4000        | 420@1500-3250                     | 2400        | D5244T10          | Rak femcylindrig dieselmotor med dubbla turbo |
| D5 AWD (2011-2015) | 215@4000        | 440@1500-3000                     | 2400        | D5244T15          | Rak femcylindrig dieselmotor med dubbla turbo |

Övrigt
| Modellnamn   | Effekt (hk@rpm) | Vridmoment (Nm@rpm) | Volym (cm³) | Motormodell | Kommentar                                                        |
| ------------ | --------------- | ------------------- | ----------- | ----------- | ---------------------------------------------------------------- |
| T4F (2011- ) | 180@5700        | 240@1600-5000       | 1595        | B4164T2     | Rak fyrcylindrig E85/bensinmotor med turbo och direktinsprutning |

## Tillverkad
| År    | Volvo S60 | Volvo S60 L | S60 Cross Country | Summa    |
| ----- | --------- | ----------- | ----------------- | -------- |
| 2010  |           |             |                   |          |
| 2011  | 76 399    |             |                   |          |
| 2012  |           |             |                   |          |
| 2013  |           |             |                   |          |
| 2014  | ≈ 44 255  | ≈ 23 368    | 0                 | ≈ 67 623 |
| 2015  | ≈ 35 962  | ≈ 27 352    | ≈ 764             | ≈ 64 078 |
| 2016  | ≈ 61 941  |             |                   |          |
| 2017  | ≈ 54 197  |             |                   |          |
| Summa |           |             |                   |          |

## Tredje generationen (2018- )
Den tredje generationen S60 presenterades den 20 juni 2018, i samband med att Volvo invigde sin nya fabrik i Charleston, South Carolina. Bilen tillverkas i USA, där (tillsammans med Kina) huvuddelen av kunderna finns. Till skillnad mot kombiversionen V60 kommer sedanen inte att erbjudas med dieselmotor. Försäljningen i Sverige väntas starta i början av 2019.

### Motorprogram
| Modellnamn         | Effekt hk(kW)@rpm | Vridmoment Nm@rpm | Cyl-volym | Beskrivning                                              |
| ------------------ | ----------------- | ----------------- | --------- | -------------------------------------------------------- |
| T5                 | 250 (184) @ 5500  | 350 @ 1800-4800   | 1969 cm³  | Rak 4-cyl bensinmotor med turbo                          |
| T6                 | 310 (228) @ 5700  | 400 @ 2200-5100   | 1969 cm³  | Rak 4-cyl bensinmotor med turbo och kompressor           |
| T8 Twin Engine AWD | 390 (287) @ 6000  | 640 @ 2200-4800   | 1969 cm³  | Rak 4-cyl bensinmotor med turbo och kompressor + elmotor |

## Tillverkad
| År    | Volvo S60 |
| ----- | --------- |
| 2018  | ≈ 40 499  |
| 2019  | ≈ 42 795  |
| 2020  | ≈ 52 300  |
| 2021  | ≈ 49 300  |
| 2022  | ≈ 39 500  |
| 2023  |           |
| 2024  |           |
| Summa |           |